# Чиркейское водохранилище
Чиркейское водохранилище — водоём в Дагестане (Россия), образованный на реке Сулак в результате строительства Чиркейской ГЭС, крупнейшее водохранилище Северного Кавказа, при строительстве ГЭС было затоплено село Чиркей по которому оно и получило название. Высота над уровнем моря — 335 м.
Водоём широко используется для рыболовства и водоснабжения.

## Основные характеристики
Площадь водной поверхности 42,4 км², а объём достигает 2,78 км³. Полезный объём водохранилища составляет 1,32 км³, наибольшая глубина — 220 м, изменение уровня при сработке от НПУ — 40 м.
Береговая линия длиной около 86 км сильно изрезана. Ширина водохранилища превышает 5 км.

## Строительство
Строительство плотины Чиркейской ГЭС было начато в 1970 году, заполнение водохранилища закончено в 1974 году. При создании водохранилища было затоплено 3040 га сельхозугодий и перенесено 830 строений. Затоплены древний аул Чиркей и посёлок гидростроителей Дружба. Село Чиркей было перенесено выше — на плато.

## Облёт Чиркейского водохранилища на боевом вертолёте

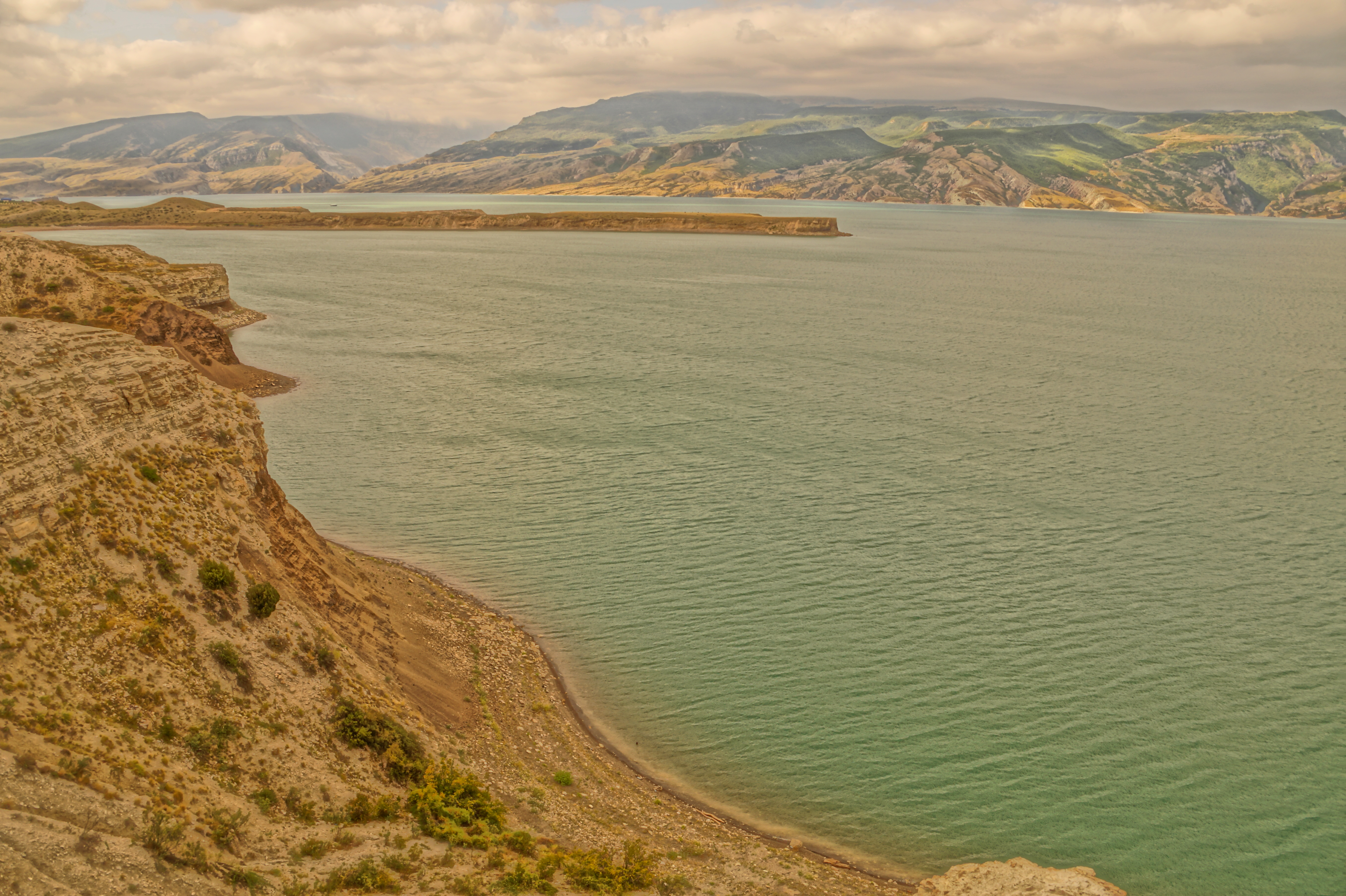
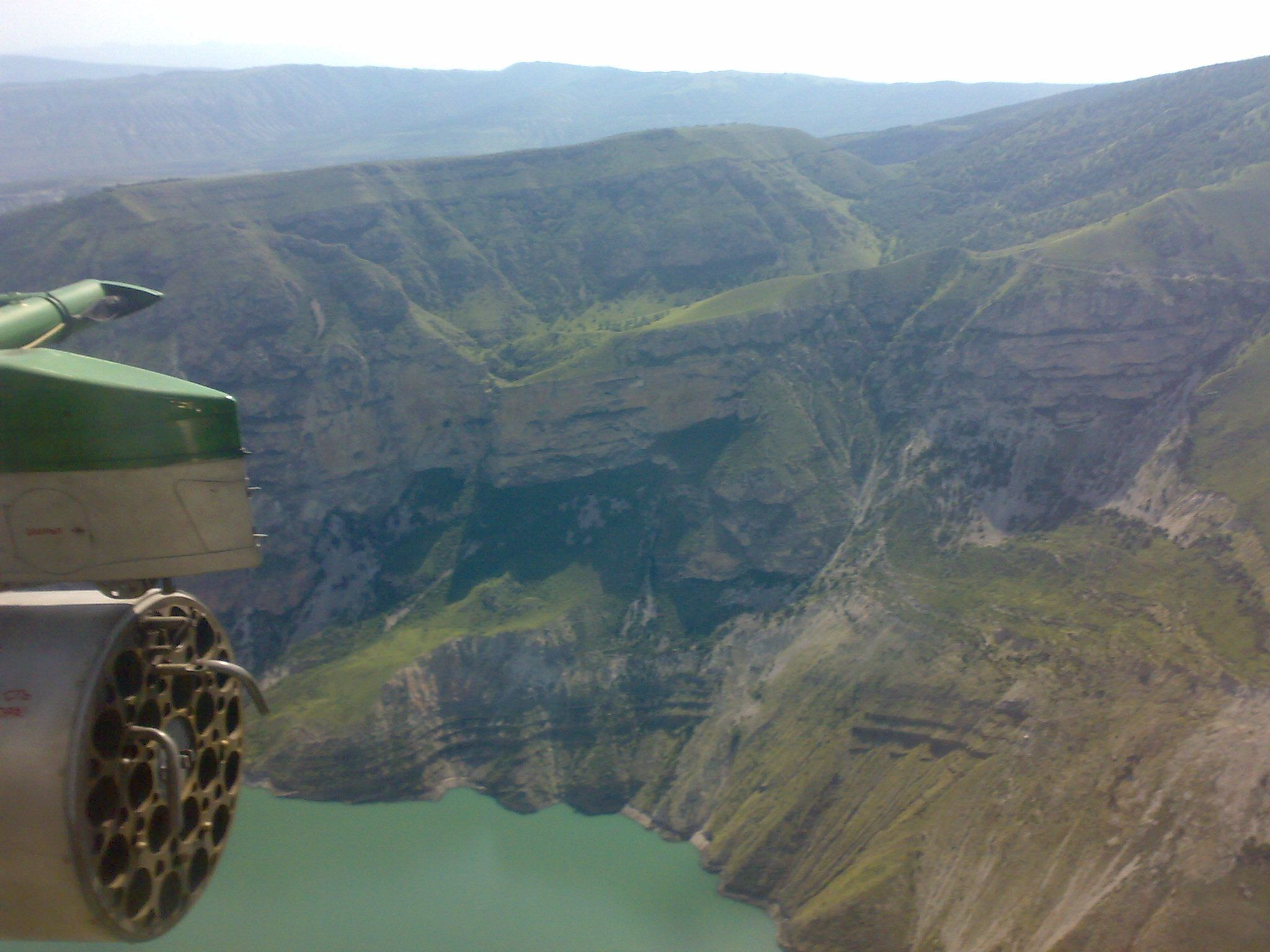
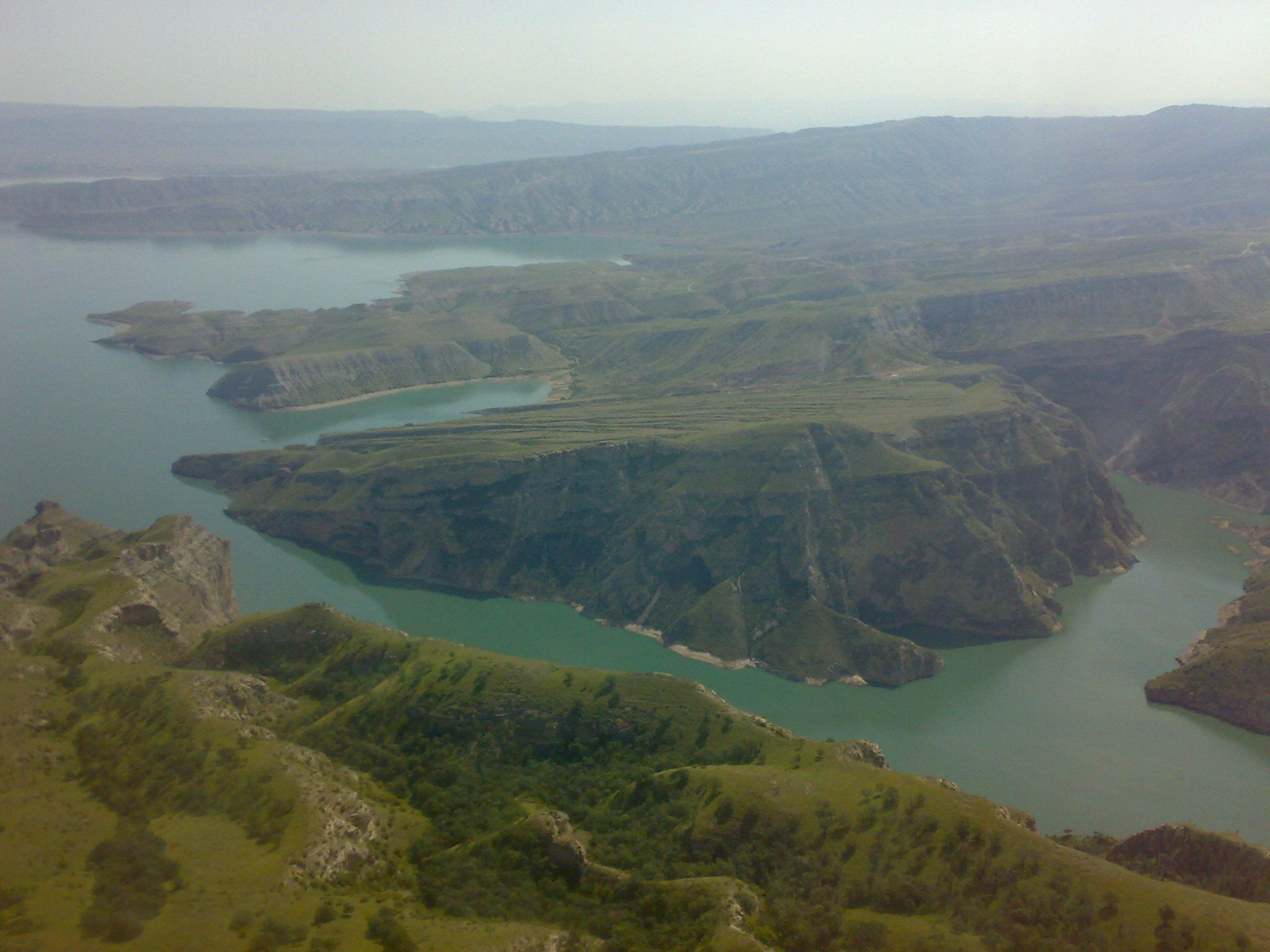
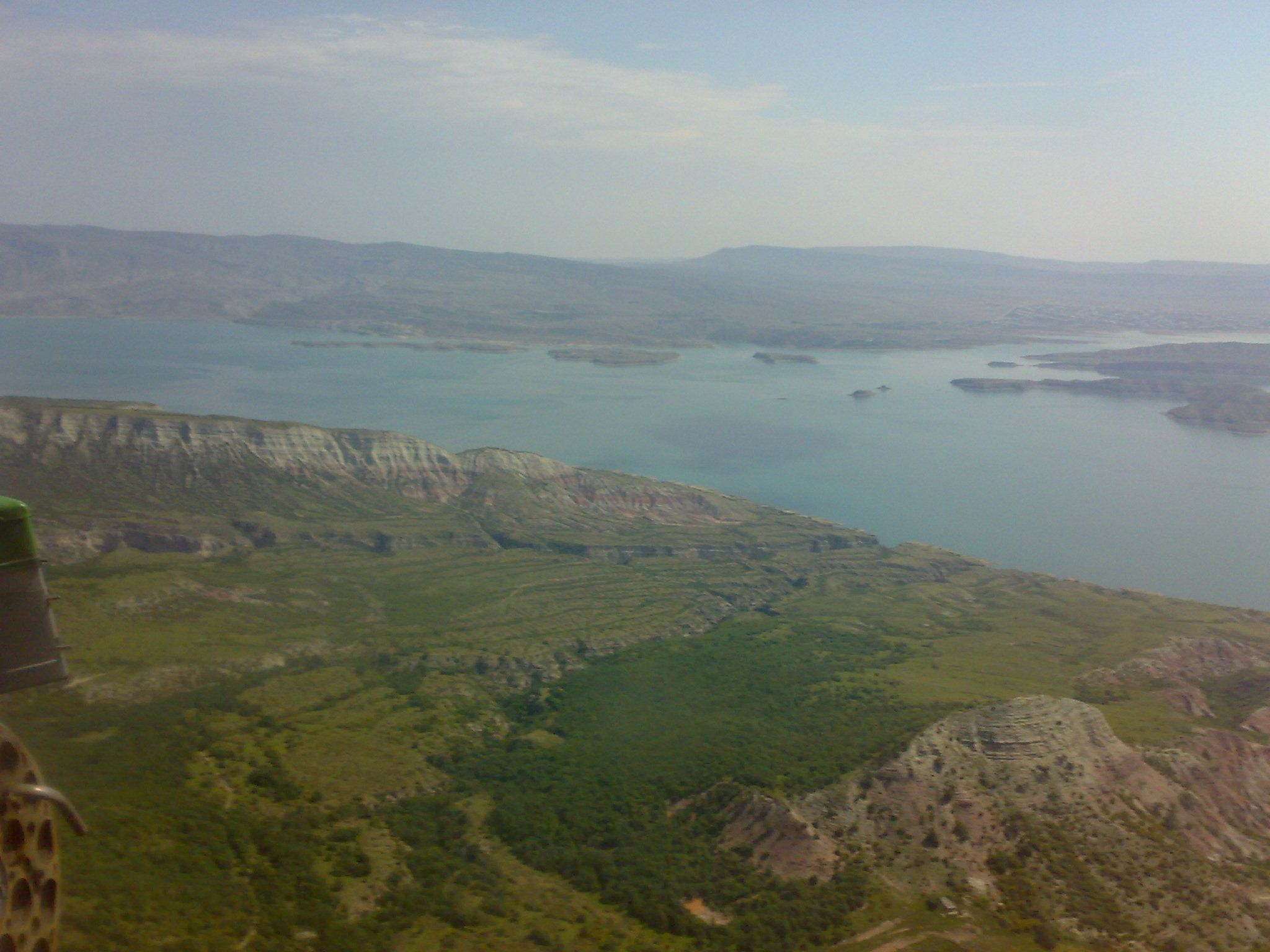
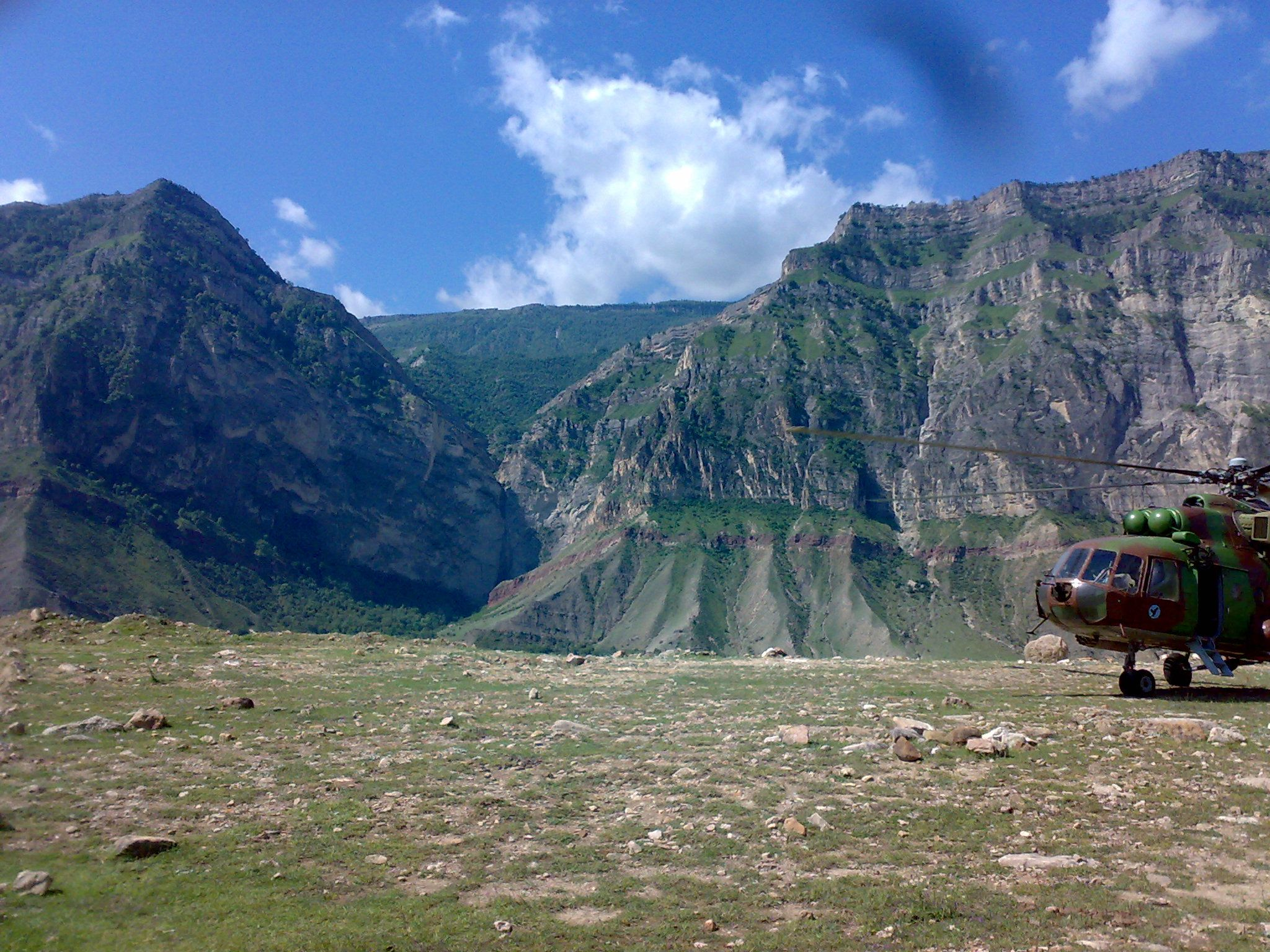